# 1,4-butindiol
1,4-butindiolul este un compus organic, un diol cu o legătură triplă în catenă. Este un compus solid, incolor și higroscopic, solubil în apă și solvenți organici polari. Este utilizat ca precursor pentru alți compuși.

## Obținere
1,4-butindiolul este sintetizat industrial plecând de la acetilenă, care reacționează cu formaldehidă, în prezență de catalizator de bismut-cupru:

## Proprietăți
Prin hidrogenare cu nichel Raney produce 1,4-butandiol: